# Jatani
Jatani är en ort i Indien.   Den ligger i distriktet Khordha och delstaten Odisha, i den östra delen av landet, 1 300 km sydost om huvudstaden New Delhi. Jatani ligger 38 meter över havet och antalet invånare är 56 003.
Terrängen runt Jatani är platt. Runt Jatani är det tätbefolkat, med 591 invånare per kvadratkilometer. Närmaste större samhälle är Bhubaneshwar, 18,2 km nordost om Jatani. Trakten runt Jatani består till största delen av jordbruksmark.